# Los XX

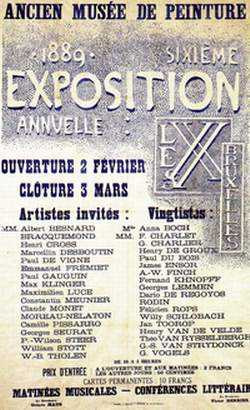
Póster de la exposición de Los XX en 1889.

Los XX o Los Veinte (en francés, Les XX o Les Vingt) fue un grupo de veinte pintores belgas, dibujantes y escultores, que se formó en 1883 por el abogado, editor y empresario de Bruselas Octave Maus. Durante diez años, estos vingtistes, como se llamaban a sí mismos, celebraron una exposición anual de su arte; cada año se invitaba también a otros veinte artistas internacionales a participar en la exposición. Entre los artistas invitados a lo largo de los años estuvieron: Camille Pissarro (1887, 1889, 1891), Claude Monet (1886, 1889), Georges Seurat (1887, 1889, 1891, 1892), Paul Gauguin (1889, 1891), Berthe Morisot (1841-1895), Paul Cézanne (1890), y Vincent van Gogh (1890). 
Los XX fue, en cierta medida, un sucesor del grupo L'Essor. El rechazo de la obra de Ensor El comedor de ostras en 1883 por el Salón L'Essor, después de otro rechazo anterior por el Salón de Amberes, fue uno de los acontecimientos que llevó a la formación de Los XX. La sociedad de exposición belga se fundó el 28 de octubre de 1883 en Bruselas.
Después de la exposición de 1892, la sociedad de Los XX se transformó en «La Libre Esthétique», que desapareció con la Primera Guerra Mundial.

## Once miembros fundadores
- James Ensor 1860-1949
- Théo van Rysselberghe 1862-1926
- Fernand Khnopff 1858-1921
- Alfred William Finch
- Frantz Charlet n. 1862
- Paul Du Bois
- Charles Goethals c1853–85
- Darío de Regoyos (español)
- Willy Schlobach n. 1864
- Guillaume Van Strydonck 1861–1937
- Rodolphe Wytsman 1860–1927

## Nueve miembros invitados
- Guillaume Vogels
- Achille Chainaye 1862–1915
- Jean Delvin n. 1853
- Jef Lambeaux
- Périclès Pantazis (griego) 1849-1884
- Frans Simons 1855–1919
- Gustave Vanaise 1854–1902
- Piet Verhaert 1852–1908
- Théodore Verstraete 1850–1907

## Doce miembros invitados posteriores
- Félicien Rops 1833-1898
- Georges Lemmen 1865-1916
- George Minne 1866-1941
- Anna Boch 1848-1926
- Henry van de Velde
- Guillaume Charlier
- Henry de Groux
- Robert Picard n. 1870
- Jan Toorop (Holandés)
- Odilon Redon (Francés)
- Paul Signac (Francés)
- Isidore Verheyden

## Otros relacionados con Los XX
- Henri Jacques Evenepoel 1872-1899
- Xavier Mellery 1845-1921
- Jean Delville 1867-1953
- William Degouve de Nuncques 1867-1935
- Rik Wouters 1882-1916
- Eugène Laermans
- Philippe Wolfers

## Extranjeros
- Max Liebermann (Alemán) 1847-1935
- John Singer Sargent (Estadounidense) 1856-1925
- James McNeill Whistler (Estadounidense) 1834-1903
- William Merritt Chase (Estadounidense) 1849-1916
- William Stott (Británico) 1857-1900
- Walter Crane (Británico) 1845-1915

Franceses
- Paul Cézanne
- Claude Monet
- Auguste Renoir
- Henri de Toulouse-Lautrec
- Georges Seurat
- Paul Gauguin
- Alfred Sisley

## Escritores
Villiers de l'Isle-Adam, Paul Verlaine, Stéphane Mallarmé

## Compositores
César Franck, Vincent d'Indy, Gabriel Fauré, Ernest Chausson, Eugene Ysaye (violinista)